# Jana Šmardová
Jana Šmardová (17. srpna 1961 Lanškroun – 31. srpna 2023) byla česká bioložka, spisovatelka a vysokoškolská pedagožka.

## Životopis
Jana Šmardová se narodila 17. srpna 1961 v Lanškrouně. Vystudovala Přírodovědeckou fakultu UJEP Brno a získala titul RNDr. Hodnost kandidátky věd ji byla udělena v roce 1989 na Mikrobiologickém ústavu Akademie věd ČR. V letech 1989–1993 působila na Entomologickém ústavu Akademie věd v Českých Budějovicích. V roce 1991 odcestovala na dva roky do USA, kde působila na State University of New York. Po návratu do Česka působila od roku 1996 do roku 2003 na Masarykově onkologickém ústavu v Brně. V dalších letech působila na Ústavu patologie FN Brno při LF MU. Zemřela 31. srpna 2023 po těžké nemoci ve věku 62 let.

## Dílo

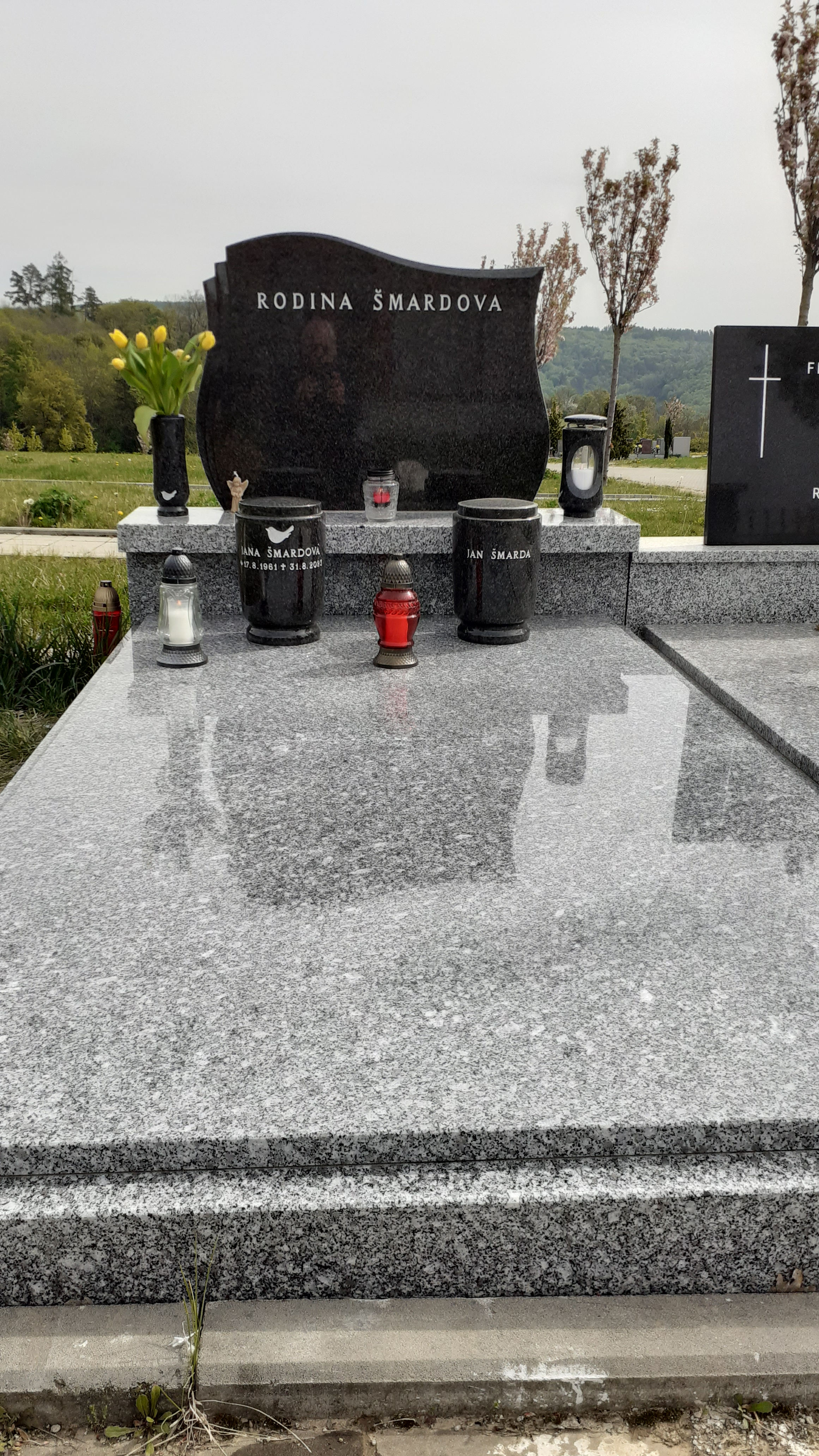
Hrob Jany Šmardové v Brně - Líšni

Pedagogicky se Jana Šmardová věnovala biologii nádorů, patologii a onkologii. Přednášela na Přírodovědecké fakultě Masarykovy univerzity. Jana Šmardová je autorkou kurzu Biologie nádorů pro každého aneb buněčná filozofie. Tento kurz byl otevřen studentům různých oborů a věnoval se vztahům mezi aspekty chování nádorových buněk a aspekty západní civilizace. Na základě svých vhledů Jana Šmardová později napsala knihu Co nás učí nádory: Paralely v chování buněk a lidí, která vyšla v nakladatelství Munipress v roce 2021. Předmluvu ke knize napsal brněnský onkolog a senátor prof. Jan Žaloudík. Za svou knihu získala z rukou děkana Tomáše Kašparovského Medaili za významný tvůrčí počin. S problematikou paralel v chování buněk a lidí vystoupila profesorka Šmardová též jako host multižánrového festivalu Slunovrat v roce 2021.
Mnohobuněčný organismus představuje společenství buněk, které se vyvíjejí a vykonávají svou funkci ve vymezeném čase a prostoru pro maximální užitek celého systému, jehož jsou součástí. Nádory vznikají z buněk, které porušují základní pravidla soužití a spolupráce. Bylo popsáno jedenáct typických vlastností, kterými se nádory liší od zdravých tkání a která dokládají význam dodržování těchto pravidel. Jsou tyto vlastnosti a pravidla odrazem obecnějších principů, které jsou základem správného fungování komplexních živých systémů? Lze se z nich poučit nebo inspirovat i k dobrému fungování lidské společnosti?